# Monoun-tó
A Monoun krátertó Afrikában, Nyugat-Kamerunban. 1984. augusztus 15-én a tónál egy limnikus kitörés következett be, amely hatására óriási mennyiségű szén-dioxid szabadult fel, ami 37 ember halálát okozta. A halálesetek oka mindaddig rejtély maradt, amíg két évvel később hasonló kitörés következett be a közeli Nyos tónál, amely 1700 ember halálát okozta.
1984. augusztus 15-én a helyi lakosok furcsa morajlásról számoltak be, ami a tó irányából hallatszott, majd később egy savanyú és keserű szagú gázfelhő ereszkedett a völgybe, ami az emberek bőrén színes elváltozásokat és irritációkat okozott. Később felfedezték, hogy a tó körül a növényzet teljesen elsimult, ami egy, a kitörés következtében létrejött cunami nyoma volt. A halálesetek a völgy mélyebb, alacsonyabban fekvő részein következtek be.
2003-ban öt nagy csövet terveztek a tó talapzatába lefúrni, hogy a felesleges szén-dioxidot elvezesse és így megakadályozzák a későbbi kitöréseket. Egy cső beállítása után a projektet leállították, mivel a mérnökök szerint még inkább növelték volna a kitörésveszélyt.